# 费曼图
费曼图（英語：Feynman diagram）是美国物理学家理查德·费曼在处理量子场论时提出的一种形象化的方法，描述粒子之间的相互作用、直观地表示粒子散射、反应和转化等过程。使用费曼图可以方便地计算出一个反应过程的跃迁概率。
在费曼图中，粒子用線表示，费米子一般用实线，光子用波浪线，玻色子用虚线，胶子用圈线。一線與另一線的連接點稱為頂點。费曼图的橫軸一般为时间轴，向右为正，向左代表初态，向右代表末态。与时间轴方向相同的箭头代表正费米子，与时间轴方向相反的箭头表示反费米子。

## 簡介
兩個粒子的相互作用量由反應截面積所量化，其大小取決於它們的碰撞，該相互作用發生的概率尤其重要。如果該相互作用的強度不太大（即是能夠用微擾理論解決），這反應截面積（或更準確來說是對應的時間演變算子、分布函數或S矩陣）能夠用一系列的項（戴森級數）所表示，這些項能描述一段短時間所發生的故事，像以下的例子：

本圖中，K介子（由一上夸克與反奇夸克組成）在弱相互作用下衰變成三個π介子，中間步驟有W玻色子及膠子參與

- 兩個具有一定相對速度的粒子在自由地移動（由兩條向着大致方向的線表示）
- 它們遇到對方（兩線連於第一點──頂點）
- 它們在同一路徑上漫步（兩線合二為一）
- 然後再度分開（第二個頂點）
- 但它們發覺自己的速度已變，而且再也不和之前一樣（兩線從最後的頂點向上──有時樣式會因應粒子所經歷的轉變而有所不同）

這故事能夠以圖來表示，這一般來說要比記起對應戴森級數的數學公式要容易得多。這種圖被稱為费曼图。它們在戴森級數迅速趨向極限時才有意義。由於它們能夠說簡易的故事，而且又跟早期的氣泡室實驗相似，所以费曼图變得非常普及。

## 動機與歷史
粒子物理學中，計算散射反應截面積的難題簡化成加起所有可能存在的居間態振幅（每一個對應攝動理論又稱戴森級數的一個項）。用费曼图表示這些狀態以，比瞭解當年冗長計算容易得多。從該系統的基礎拉格朗日量能夠得出費恩曼法則，費恩曼就是用該法則表明如何計算圖中的振幅。每一條內線對應虛粒子的分布函數；每一個線相遇頂點給出一個因子和來去的兩線，該因子能夠從相互作用項的拉格朗日量中得出，而線則約束了能量、動量和自旋。费曼图因此是出現在戴森級數每一個項的因子的符號寫法。
但是，作為微扰的展開式，费曼图不能包涵非微扰效應。
除了它們在作為數學技巧的價值外，费曼图為粒子的相互作用提供了深入的科學理解。粒子會在每一個可能的方式下相互作用：實際上，居間的虛粒子超越光速是允許的。（這是基於測不準原理，因深奧的理由而不違反相對論；事實上，超越光速對保留相對性時空的偶然性有幫助。）每一個終態的概率然後就從所有如此的概率中得出。這跟量子力學的泛函積分表述有密切關係，該表述（路徑積分表述）也是由費曼發明的。
如此計算如果在缺少經驗的情況下使用，通常會得出圖的振幅為無窮大，這個答案在物理理論中是不能接受的。問題在於粒子自身的相互作用被錯誤地忽視了。重整化的技巧（是由費曼、施温格和朝永所開發的）彌補了這個效應並消除了麻煩的無窮大項。經過這樣的重整化後，用費曼圖做的計算通常能與實驗結果準確地吻合。
费曼图及路徑積分法亦被應用於統計力學中。

### 其他名稱
默里·蓋爾曼一直將费曼图稱為斯蒂克爾堡圖(Stückelberg diagrams)，因為瑞士物理學家厄恩斯特·斯蒂克爾堡(Ernst Stückelberg)發明了一個相近的圖。
歷史上他們也曾被叫成費恩曼-戴森圖或戴森圖。

## 例子

### β衰變
右圖為β衰變的費曼圖。圖中的直線代表費米子，而波浪線則代表虛玻色子。在本例中，圖被設定在流形時空中，y坐標為時間而x坐標為空間；x坐標亦代表了某些相互作用（考慮碰撞）的「地點」。由於時間朝着y軸方向，所以中微子是向着時間方向行進的；但費米子可以被視為其向時間後方移動的反粒子，因為數學上這兩個概念沒有分別。這適用於所有粒子和反粒子。

### 量子電動力學
在量子電動力學中，有兩個場標記，叫「電子」和「光子」。「電子」有一定方向而「光子」無固定方向。當中只有一種相互作用，用「γ」標記，其三度分別為「光子」、「電子」「頭」和「電子」「尾」。

## 外部連結
- 史丹福線性加速器中心的費曼圖頁面 （页面存档备份，存于）
- AMS article: "What's New in Mathematics: Finite-dimensional Feynman Diagrams" （页面存档备份，存于）
- WikiTeX 支援維基條目中的費曼圖直接編輯

本圖中，電子與正電子湮滅產生虛光子，而該虛光子生成夸克－反夸克組，然後其中一個放射出一個膠子。（時間由左至右，一維空間由下至上）

- Drawing Feynman diagrams with FeynDiagram （页面存档备份，存于） C++ library that produces PostScript output.
- Feynman Diagram Examples using Thorsten Ohl's Feynmf LaTeX package.